# Ramaria somniculosa
Ramaria somniculosa är en svampart som beskrevs av R.H. Petersen 1986. Ramaria somniculosa ingår i släktet Ramaria och familjen Gomphaceae.   Inga underarter finns listade i Catalogue of Life.